# فوتبال در قزاقستان

ورزشگاه آستنا آرنا

فوتبال در قزاقستان توسط هیئت ملی، فدراسیون فوتبال قزاقستان، اداره می‌شود. این نهاد تیم‌های ملی مردان، زنان و فوتسال را سازماندهی می‌کند. پرطرفدارترین ورزش در این کشور فوتبال و پس از آن هاکی روی یخ است.